# The Bob Brookmeyer Small Band
The Bob Brookmeyer Small Band (Untertitel Recorded „Live“ at Sandy’s Jazz Revival, July 28, 29, 1978) ist ein Jazzalbum von Bob Brookmeyer. Die im Juli 1978 beim Sandy’s Jazz Revival in Beverly, Massachusetts, entstandenen Aufnahmen erschienen 1978 als Doppelalbum auf dem Label Gryphon. 1999 wurde das Album erstmals als Compact Disc bei DCC Jazz veröffentlicht.

## Hintergrund
In den 1970er-Jahren arbeitete der Posaunist Bob Brokmeyer vorwiegend in den Ensembles von Gerry Mulligan, Tom Scott,  Oliver Nelson, Bob Thiele, Monty Budwig und Dave Frishberg ohne jedoch selbst Alben unter eigenem Namen einzuspielen. Erst im Mai 1978 nahm er für Sonet mit Thad Jones, Jimmy Rowles, George Mraz und Mel Lewis das Album Back Again auf. Zwei Monate später schloss sich Brookmeyer einer Rhythmusgruppe an, deren Musiker etwa 15 Jahre jünger waren als er; Gitarrist Jack Wilkins hatte seinen Durchbruch mit der Buddy Rich Big Band, und Wilkins’ häufiger Partner, der Bassist  Michael Moore, hatte bei so unterschiedlichen Bandleadern wie Freddie Hubbard, Bill Evans und Benny Goodman gespielt. Schlagzeuger Joe LaBarbera galt als ein solider Sessionmusiker und war auch bekannt für die Zusammenarbeit mit seinem Bruder Pat LaBarbera, dem damaligen Tenorsaxophonisten von Elvin Jones. Im Juli 1978 zog die Gruppe für einen Wochenendauftritt nach Beverly, Massachusetts. Das Konzert wurde professionell von einem kompletten Fernaufnahmewagen aufgezeichnet.

## Titelliste
- Bob Brookmeyer: The Bob Brookmeyer Small Ensemble (Gryphon G-2-785)[3]

A1		You’d Be So Nice to Come Home To (Cole Porter) 8:57

A2		Bad Agnes (Bob Brookmeyer) 3:56

A3		Someday My Prince Will Come (Frank Churchill, Larry Morey) 7:49

A4		Sweet & Lovely (Gus Arnheim, Harry Tobias, Jules Lemare) 7:46

B1		Madam X (Bob Brookmeyer) 7:07

B2		Smoke Gets in Your Eyes (Jerome Kern, Otto Harbach) 4:12

B3		Yesterdays (Jerome Kern, Otto Harbach) 9:18

B4		Body & Soul (Edward Heyman, Robert Sour) 2:50

C1		Moonlight in Vermont (John Blackburn, Karl Suessdorf) 8:08

C2		I Can’t Get Started (Ira Gershwin, Vernon Duke) 2:41

C3		Soft Porn (Andy Laverne) 7:34

C4		Ev’rything I Love (Cole Porter) 9:08

D1		Exactly Alike (Andy Laverne) 10:43

D2		Passages (Art Koenig) 7:43

D3		(Bob's Theme) It's A Wonderful World (Harold Adamson, Jan Savitt) 5:27

## Rezeption
Nach Ansicht von Sam Sherry, der das Album in All About Jazz rezensierte, sei es bezeichnend, dass Brookmeyer seine Band auf der Originalveröffentlichung als „kleines Ensemble“ und nicht als „Quartett“ bezeichnete. Ein Großteil der Magie von „Live at Sandy’s“ würde der Art und Weise entspringen, wie dieses kleine Ensemble absichtlich die uralte Formel eines herkömmlichen Quartetts im Jazz meide. Was diese Platte letztendlich am meisten auszeichne sei, dass jeder dieser Spieler über viel Können verfüge, dieses aber zurückhalte, um der Musik besser zu dienen. Brookmeyer würde mit der Energie eines Mannes spielen, der versucht, ein verlorenes Jahrzehnt nachzuholen, gemildert durch den guten Geschmack, den dreißig Jahre Berufserfahrung mit sich bringe. Wilkins’ Spiel würde die gesamte Bandbreite der ungekünstelten Jazzgitarre abdecken, von zarter Fingertechnik bis hin zur voll ausgewachsenen, „abgefahrenen“ Jazz-Schrammelei.